# Alexandre Grigny
Pour les articles homonymes, voir Grigny.
Charles Alexandre Grigny, dit Alexandre Grigny, né à Arras le 8 avril 1815 et mort dans la même ville le 14 novembre 1867, est un architecte diocésain français.

## Biographie
Alexandre Grigny apprend le métier chez son père Jean Baptiste Joseph Grigny, couvreur, puis entrepreneur en bâtiment : il commence comme apprenti maçon et devient à vingt ans « compagnon du Tour de France » et de Belgique. Autodidacte passionné d'archéologie et d'architecture médiévale, il devient architecte diocésain de l'évêché d'Arras de 1842 à 1867.
Il est membre de la Commission archéologique d'Arras et reçoit en 1846 au congrès de Lille la médaille de la Société française de la conservation des Monuments historiques.
Mort à l'âge de 52 ans, il laisse à Clovis Normand le soin d'achever son œuvre professionnelle à peine commencée.
Peu après, ses amis et admirateurs prirent l'initiative d'une souscription pour l'érection d'un monument, qui fut réalisé par le sculpteur Hubert Louis-Noël sous la forme d’un buste, inauguré en 1868, square Saint-Vaast :
à sa mort, « ses compatriotes, appréciant la haute valeur de celui qu'ils venaient de perdre, ont ouvert une souscription pour lui ériger un monument funéraire ».

## Réalisations

### Architecture religieuse
- Arras : 
  - chapelle des Bénédictines du Saint-Sacrement (1842-1846) (détruite) ;
  - chapelle des Ursulines[4] (1859-1865) (détruite) ;
  - église Saint-Géry (partiellement détruite) ;
- Bavincourt (entre L'Arbret et Saulty) : chapelle Notre-Dame-de-Lourdes (1880, réalisation des plans)[5] ;
- Bouvigny-Boyeffles : transformation du presbytère de 1772 ;
- Cambrai : cathédrale Notre-Dame-de-Grâce (restauration) ;
- Crèvecœur-sur-l'Escaut : église Saint-Martin (détruite ?) ;
- Douai : église Saint-Jacques (1852-1856) (agrandissement) ;
- Fruges : église Saint-Bertulphe (1865-1877) avec Clovis Normand architecte ;
- Genève (Suisse) : basilique Notre-Dame de Genève ;
- Gouy-sous-Bellonne : église Saint-Georges (détruite) ;
- Hénin-Liétard, aujourd'hui Hénin-Beaumont : chapelle Saint-Roch[6] ;
- Hernicourt : église Saint-Vaast ;
- Lumbres : église paroissiale Saint-Sulpice (1854-1863)[7] ;
- Mazingarbe : église Sainte-Rictrude (1858);
- Oisy-le-Verger : église Saint-Didier (détruite) ;
- Oignies : église Saint-Barthélemy ;
- Ruitz : deux chapelles ;
- Saint-Gratien : église Saint-Gratien (1863)[8] ;
- Valenciennes : basilique Notre-Dame-du-Saint-Cordon (1852-1865)[9],[10].

### Architecture civile
- Arras : hôtel particulier Deusy, pour Ernest Deusy, rue Saint-Aubert (actuellement propriété de la Chambre de commerce et d'industrie) ;
- Rouvroy : château pour Louis-Joseph Dubrulle [11].